# توماس مارتينيز
توماس مارتينيز (بالإسبانية: Tomás Martínez) (و. 1820 – 1873 م) هو سياسي من نيكاراغوا .
وهو عضو في سياسة محافظة .